# Deutscher Sportstudio-Verband
Der DSSV-Arbeitgeberverband deutscher Fitness- und Gesundheits-Anlagen e. V. (DSSV) ist der Arbeitgeberverband deutscher Fitness- und Gesundheits-Anlagen als Arbeitgeber für die deutschen Sportstudios, Fitness-, Gesundheits-, EMS-, Wellness- und Racketanlagen mit Sitz in Hamburg. Er ist Europas größter Arbeitgeberverband für die Fitnesswirtschaft. Er zählt zu den Spitzenverbänden der deutschen Wirtschaft, ist Mitglied in der Bundesvereinigung der Deutschen Arbeitgeberverbände und über die Arbeitgebervereinigung BusinessEurope in Brüssel auf EU-Ebene vertreten. Der Verband vertritt die Interessen einer Branche, die über 9.127 Fitness- und Gesundheits-Anlagen und ein Umsatzvolumen von über 5,82 Mrd. EUR (2024) besitzt. Als Sozialpartner wird der DSSV für Regulierungen in den Bereichen Sozial- und Tarifpolitik sowie Berufsbildung und sonstige Regelungen herangezogen. Er steht im ständigen Austausch mit der Öffentlichkeit, politischen Entscheidungsträgern, Verbänden und anderen Organisationen und Kammern.

## Geschichte
Der DSSV wurde 1984 von Refit Kamberovic, Birgit Schwarze, Thomas Witthöft, Bernd Gaberle, Simeon Rastädter, Thorsten Hartung und Rainer Schult als Verein gegründet. Die Abkürzung DSSV stand für Deutscher Sportstudio-Verband. Sitz des Verbandes war zunächst die Wohnung der ehemaligen Präsidentin Birgit Schwarze in Hamburg-Harburg.  Die ersten Mitglieder des Verbandes sind vornehmlich Kampfsportschulen. Im Jahr 1987 wurde der Verband Mitglied in der Landesvereinigung der Arbeitgeberverbände in Hamburg, in der Deutschen Gesellschaft für Freizeit und im Europaverband der Selbständigen. Noch im selben Jahr erschien erstmals eine Eckdatenstudie zum Fitnessmarkt. 1999 wurde der DSSV schließlich Mitglied in der Bundesvereinigung der Deutschen Arbeitgeberverbände (BDA), um sich für die Belange der Arbeitgeber in der Fitnesswirtschaft auch auf Bundesebene einzusetzen.
Bereits seit Beginn seiner Aktivitäten im Jahr 1984 kümmerte der Verband sich um die Aus- und Weiterbildung in der Fitnessbranche. Noch vor dem Mauerfall engagierte sich der DSSV in der DDR und bot dort 1989 ein Seminar für Existenzgründer an. 2008 wurde Refit Kamberovic als Sachverständiger in den Ausschuss „Fitnessanlagen“ im Deutschen Institut für Normung (DIN) berufen. Seit 2007 kooperiert der Verband bei der Aus- und Weiterbildung mit der BSA-Akademie und der Deutschen Hochschule für Prävention und Gesundheitsmanagement (DHPG).

## Mitglieder
Der Verband besitzt neben ordentlichen Mitgliedern auch sogenannte Fördermitglieder.[2] Daneben unterstützen derzeit über 100 Fördermitglieder die Arbeit des Verbandes.[3]

## Organisation
Der DSSV setzt sich zusammen aus einem Vorstand und vier Fachausschüssen.

### Vorstand
Der Vorstand des Verbandes setzt sich zusammen aus dem 1. Vorsitzenden Thomas Wessinghage, dem 2. Vorsitzenden Hans Geisler, dem Schatzmeister Ralf Capelan sowie den Vorstandsmitgliedern Jana Sauck, Stefan Lang, Hartmut Klose und Hermann Lammers.

### Ausschüsse
Neben dem Vorstand und der Geschäftsführung existieren vier Ausschüsse:
- Gesundheitsausschuss
- Mitgliederausschuss
- Fördermitgliederausschuss
- EMS-Trainingsausschuss

## Ziele und Aufgaben

### Ziele
Gemäß § 2 der Verbandssatzung soll der DSSV als Arbeitgeberverband die kommerziellen Sportstudios, Fitness-, Gesundheits-, EMS-, Wellness- und Racketanlagen als Mitglieder organisieren,  um die fachlichen und wirtschaftlichen Interessen seiner ihm angeschlossenen Mitglieder auf Bundesebene zu organisieren. Darüber hinaus soll er die sozialpolitischen und arbeitsrechtlichen Belange seiner Mitglieder vertreten.

### Aufgaben
Die Verbandsziele sollen nach § 3 der Verbandssatzung durch folgende Aufgaben erreicht werden:
- Interessenvertretung kommerzieller Sportstudios in der Öffentlichkeit und gegenüber anderen Organisationen.
- Ausbildung und Fortbildung der Mitglieder und ihrer Mitarbeiterinnen und Mitarbeiter durch spezielle Schulungsseminare, die von Fachexperten aus den Bereichen Sport, Medizin, Pädagogik, Betriebswirtschaft, Steuerrecht und Marketing durchgeführt werden.
- Zur Durchführung seiner Arbeit, Aufgaben und Ziele Vermögen zu bilden, zu verwalten und zu verwenden.